# 沃堡
沃堡，是一座多边形堡垒，位于法国默兹省的沃德旺当卢，是保护凡尔登市的19个大型防御工事的一个。该堡垒于1881至1884年建造，耗资150万法郎，可容纳150名士兵驻守。在凡尔登战役中，沃堡是继杜奥蒙堡（Fort Douaumont）后第二座被德军攻陷的堡垒。

## 脚注
1. ↑  霍恩 2021.